# Eugnesia thamiosticta
Eugnesia thamiosticta là một loài bướm đêm trong họ Geometridae.